# Столкновение звёзд (фильм)
«Столкновение звёзд» (англ. Starcrash, другое название — «Звёздная катастрофа») — американо-итальянский научно-фантастический фильм 1979 года режиссёра Луиджи Коцци. Луиджи Коцци выступил также как и сценарист картины (под псевдонимом Льюис Коатс). Музыку к фильму написал оскароносный Джон Барри («Голдфингер», «Танцующий с волками»). По мнению самого режиссёра фильма, картина явилась первым итальянским фильмом «современной научной фантастики».

## Сюжет
Космическим контрабандистам Стелле Стар и Актону, сосланным на каторжные работы, удаётся освободиться, после чего они начинают сражаться против злого космического захватчика графа Зарта Ана, который обладает смертоносной космической станцией, способной разрушать целые планеты. Героям также необходимо отыскать Симона — сына императора галактики.

## В ролях
- Марджо Гортнер — Актон
- Кэролайн Манро — Стелла Стар
- Кристофер Пламмер — император
- Дэвид Хассельхофф — Симон
- Роберт Тессьер — Тор
- Джо Спинелл — граф Зарт Ан
- Хэмилтон Кэмп — Элле (голос)
- Джадд Гамильтон — Элле

## Производство
Для завершения фильма целиком создателям понадобилось два года: в 1977 году были завершены все съёмки с участием актёров, следующий год был посвящён исключительно реализации специальных эффектов и лишь в 1979 году фильм вышел на экране, где имел огромный успех. В то же время оригинальная идея картины была совсем другой, нежели та, которая впоследствии вышла на экраны. Первоначально Луиджи Коцци, вдохновлённый фильмом «Перевал Кассандры», задумывал снять картину о гигантском космическом корабле и даже написал соответствующий сценарий на 30 или 40 страниц. Сюжет данной версии повествовал, как уже было отмечено, о гигантском космическом пассажирском корабле, который впервые перевозил людей на Сатурн. В ходе своего полёта корабль однажды натыкается на массивное космическое тело, в результате чего терпит крушение на Титане — спутнике Сатурна. В живых остаются всего несколько человек, которые теперь ожидают спасательной экспедиции (данная часть художественного повествования занимала значительно малое время всей истории).
Данный сюжет не заинтересовал никого из продюсеров и поэтому эта идея не была реализована на экранах. Как отмечает сам Коцци, когда он предложил этот сюжет Натану Вахсбергеру, последний не выказал заинтересованности. Но когда в прокат вышли «Звёздные войны», Вахсбергер обратился к Коцци и предложил снять историю в духе этого фильма, а не идеи режиссёра. Однако Коцци не удалось увидеть американский фильм воочию, так как в Италии он официально выходил в ноябре 1977 года, а оригинальный релиз его состоялся 25 мая. В то же время из газет режиссёр знал, что это будет научно-фантастический галактический приключенческий фильм. До этого же Коцци в одном из итальянских книжных магазинов приобрёл новеллизацию картины и фактически знал в чём заключается сущность фильма. Когда же Натан Вахсбергер приехал в Италию и захотел посмотреть на сюжет в духе «Звёздных войн», Коцци предложил ему уже готовый тематический сценарий. Как отмечал Коцци, данный сценарий был написан за очень короткое время, так как Вахсбергер прилетел из Америки и сказал, что должен возвратиться туда через 10 дней. Режиссёр должен был показать ему три-четыре страницы, но написание истории так увлекло его, что он написал 40 или 50 страниц.
Луиджи Коцци понимал, что аналог «Звёздных войн» ему сделать без необходимой подготовки не удастся (до начала съёмок было всего три-четыре недели). Таким образом, единственным способом сделать данный фильм хорошим по мнению режиссёра, было снять его в жанре фэнтези. Например, не использовать реалистичность космических кораблей, а сделать их именно фантастическими.

## Актёрский состав
Первоначально на роль Стеллы Стар планировалось выбрать Ракель Уэлч, однако впоследствии её заменили на Кэролайн Манро. Кастингом актёров занимался продюсер Натан Вахсбергер в Лос-Анджелесе, а режиссёр картины Луиджи Коцци фактически в этот процесс вовлечён не был. Даже когда он попросил не брать Ракель Уэлч Вахсебргер отказал ему. Актёр Марджо Гортнер был навязан создателям дистрибьюторской компанией American International Pictures. Все дело было в том, что немногим ранее Гортнер сыграл в одном из крупномасштабных фильмов, который хорошо шёл в прокате. Поэтому дистрибьютеры хотели видеть в данном фильме именно его. В то же время по замыслу Коцци Гортнер должен был сыграть персонажа, который имел инопланетный облик. Гортнер с этим не согласился, так как хотел видеть на экране именно своё лицо. В итоге Гортнер сыграл одного из ведущих персонажей картины — Актона. Однако, по мнению режиссёра, применение возможностей данного актёра в указанном образе было бы наилучшим решением.
Использование актёра Джадда Гамильтона в образе робота Элле было продиктовано желанием режиссёра заставить его замолчать, так как актёр постоянно отвлекался и о чём-то разговаривал со своей женой Кэролайн Манро (исполнила роль Стеллы).

## Критика и художественные особенности
Многие отмечают, что картина имеет большое сходство с блокбастером «Звёздные войны», в чём достаточно большая заслуга продюсеров, которые хотели видеть именно такое насыщенное повествование. В то же время, как отмечают некоторые журналисты (например, Кристоф Лемоннье), да и сам Луиджи Коцци, картина находится под влиянием кинематографа 50-х годов. Также Лемоннье, в чём его поддерживает Коцци, отмечает влияние фильмов Рэя Харрихаузена, элементов «Ясона и аргонавтов», «Золотого путешествия Синбада» и «Запрещённой планеты».

Это было то, что я хотел сделать. Но люди не поняли это. Они ничего не знали ни о «Запрещенной планете», ни о фильмах Рэя Харрихаузена… Единственное, что они знали, и о чём постоянно твердили мне: «Звёздные войны… Звёздные войны… Звёздные войны…». Таким образом, я все ещё должен был сделать что-то наподобие «Звёздных войн». Поэтому я сдался, и сказал: «Ладно! Давайте сделаем это», — Луиджи Коцци.
 Получившийся результат отмечался режиссёром как более-менее желанный изначально. Помимо указанного, Коцци ввёл в сценарий Барбареллу, использовал романы Альфреда Ван Вогта в качестве модели для конкретных сцен:

Каждая сцена начинается с ситуации. С большой ситуации. Каждая сцена не должна занимать более трёх страниц. И в конце второй или третьей страницы ситуация должна полностью измениться. Вы видите в фильме, что это изменение продолжается. Парень исчезает, затем вновь появляется.… И так продолжается дальше.
 В качестве же основы для целой истории режиссёр выбрал научно-фантастический роман Ли Брэкетт «Тайна Синхарата».

## Издания фильма и его названия
Оригинальным названием картины является Scontri stellari oltre la terza dimensione. В США фильм был издан под названием The Adventures of Stella Star. На французском DVD картина вышла в пролонгированном варианте. По словам Луиджи Коцци, данный вариант был специально им создан для серии телевизионных научно-фантастических шоу и впоследствии использован как одна из частей программы.